# Dark Tide: Onslaught
A Dark Tide: Onslaught (megjelent Dark Tide I: Onslaught néven is) Michael A. Stackpole Dark Tide nevezetű kétrészes Csillagok háborúja történetének első regénye. A könyv 2000-ben jelent meg, az új Jedi Rend könyvsorozat második köteteként. A könyvet a Del Rey Books könyvkiadó publikálta. A Dark Tide: Onslaught hangoskönyv verzióját narrációját Anthony Heald végezte.
A könyv cselekménye a Yavini csata után 25 évvel játszódik.

## Fordítás
- Ez a szócikk részben vagy egészben  a   Dark Tide: Onslaught című angol Wikipédia-szócikk ezen változatának fordításán alapul.  Az eredeti cikk szerkesztőit annak laptörténete sorolja fel. Ez a jelzés csupán a megfogalmazás eredetét és a szerzői jogokat jelzi, nem szolgál a cikkben szereplő információk forrásmegjelöléseként.